# Exército da Baviera
O Exército da Baviera foi o exército do Eleitorado (1682-1806) e, em seguida, Reino (1806-1919) da Baviera. Ele existia desde 1682 como o exército permanente da Baviera, até a fusão da soberania militar (Wehrhoheit) da Baviera ao Estado alemão em 1919. O exército bávaro nunca foi comparável aos exércitos das Grandes Potências do século 19, mas ele forneceu a dinastia de Wittelsbach alcance de ação suficiente, no contexto de uma efetiva aliança política, para transformar a Baviera, a partir de um pequeno estado territorialmente desarticulado, para o segundo estado maior do Império alemão, depois da Prússia.

## História

### 1682-1790: a partir do primeiro exército permanente até as Guerras Napoleônicas
O Reichskiegsverfassung de 1681 obrigava a Baviera a fornecer tropas para ao exército imperial alemão. Além disso, a criação de um exército permanente era cada vez mais visto como um sinal de estado-nação e uma importante ferramenta do poder político absolutista. Em um acampamento em Schwabing, em 12 de outubro de 1682, as recém-recrutadas tropas foram oficialmente levadas ao serviço bávaro. Sete regimentos de infantaria, dois regimentos de cavalaria e dois de couraceiros, juntamente com uma artilharia de fuzileiros. A cor azul tradicional já estava em uso no seio da infantaria e seria utilizado ao longo de 1684. Os couraceiros e artilharia usavam túnicas cinza claro, enquanto os dragões usava túnicas vermelhas ou azuis. O exército distinguiu-se com Maximiliano II durante a Grande Guerra Turca, particularmente durante o Cerco de Belgrado.
Durante a Guerra da Sucessão Espanhola, a Baviera lutou ao lado de França. Seguindo a derrota na Batalha de Blenheim, o exército Bbvaro deixou de existir como uma força de combate coerente, embora pequeno restos tenham continuado a lutar até o fim da guerra. A Baviera foi ocupada por forças austríacas após a guerra. Em 1701, a composição do exército era a mesma que durante as guerras turcas, só que agora com três regimentos de cada um dos couraceiros e dragões.
A tentativa, por parte do Eleitor,, para obter a coroa imperial durante a Guerra da Sucessão Austríaca foi inicialmente bem-sucedida, mas a campanha terminou, mais uma vez, com uma ocupação da Baviera por forças austríacas.
No início da Guerra dos Sete Anos, o exército consistia de oito regimentos de infantaria, dois regimentos de dragões e três regimentos de couraceiros, além de uma brigada de artilharia. Em 1757, um dos regimentos de couraceiros foi dissolvido e seus homens distribuídos entre os outros regimentos, enquanto apenas uma companhia de dragões em cada regimento estava montada. Regimentos de infantaria, consistiam de dois batalhões com quatro Füsilierkompanien (cada um com cerca de 130 homens) e uma companhia de infantaria (100 homens), bem como dois batalhões de armas 4-Pounder. A força nominal de cerca de 1.800 homens para cada regimento nunca foi alcançada no campo. Enquanto o regimento de salva-vidas tinha três batalhões, apenas dois estavam em campo. Dez batalhões de infantaria foram disponibilizados para os Habsburgos, de acordo com a Baviera Imperial obrigações militares. Eles lutaram, sem sucesso, em Schweidnitz, Breslau e Leuthen em 1757, bem como em Troppau, Olmütz e Neisse, em 1758.
A unificação entre a linha dos Wittelsbachs e o Palatinado adicionou oito regimentos de infantaria, em 1777, e as tropas palatinas trouxeram consigo túnicas com um azul mais claro. A Guerra da Sucessão é muitas vezes conhecida como a "Guerra das Batatas", devido à quantidade de tempo e esforço que ambos os lados despendiam na obtenção de alimentos e nega-los para o inimigo, e a guerra, na verdade, passou relativamente bem para o exército Bávaro.
Em 1785, o uniforme da infantaria alterado para branco, e os couraceiros abandonaram sua tradicional armadura.

### 1790-1871: As Guerras Napoleônicas, até o Império alemão

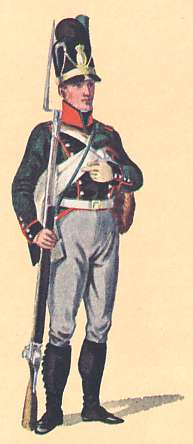
Um schütze do 2º Batalhão de Infantaria Ligeira Dietfurth, 1806.

1790 trouxe uma reforma fundamental do exército da Baviera. Todos as tropas de campo receberam um uniforme de corte idêntico, incluindo um capacete de couro com uma crina de pluma, conhecido como o "Caixão Rumford" devido ao então ministro da guerra, Conde Rumford. No entanto, Maximiliano IV encontrou o exército em condição abjeta quando de sua adesão ao trono, em 1799: Dificilmente qualquer uma das unidades estava com força total, os uniformes eram impopulares e impraticáveis, e as tropas estavam mal treinados. O jovem Príncipe-Eleitor, que servira sob o Antigo Regime , na França, um coronel do regimento Real Deux-Ponts , fez da reconstrução do exército, uma prioridade.
A infantaria de linha foi reduzida para dez regimentos, que foram feitas com força total. Os dois regimentos Jäger foram divididos em quatro batalhões de infantaria infantaria ligeira. A cavalaria consistia em três regimentos de cavalaria e dois de cada um dos dragões e couraceiros. A infantaria voltou ao seu azul claro tradicional e, em 1801, todos os ramos do serviço introduziram o Raupenhelm, um capacete que se tornou característica do exército Bávaro. Os generais capazes, como Deroy, Wrede e Triva, reformaram o exército, ao longo das linhas francesas, e logo se tornou o mais moderno na Alemanha, e o primeiro na Alemanha, a abolir a flagelação. O exército de campo foi baseado, em grande parte, no serviço militar obrigatório. Uma guarda nacional com três classes também foi desenvolvida (1ª classe: batalhões de reserva dos regimentos de Linha; 2ª classe: Exército Territorial; 3ª classe: Cidadãos).
Em 1800, Baviera, relutantemente, lutou no lado da Áustria contra a França, mas em 1805, quando a Áustria atacou a Baviera, pela terceira vez em 100 anos, eles encontraram um exército poderoso. Os Bávaros, inicialmente, retiraram-se, mas apenas para se unir com o exército de Napoleão e preparar o contra-ataque, que ocorreu rapidamente, de forma metódica e cuidadosamente. 30,000 tropas bávaras tomaram parte no bem sucedido Cerco de Ulm e a consequente libertação da Baviera. Na Batalha de Austerlitz, os Bávaros garantiram os flancos e as linhas de abastecimento do exército de Napoleão e no 1806-7 forçaram vários fortes prussianos a se entregarem.
A Baviera foi premiada com a província Austríaca do Tirol como uma recompensa, mas o conflito irrompeu em uma rebelião completa sob Andreas Hofer, em 1809, que só pode ser derrubada com assistência francesa. Quando a Áustria atacou Baviera, mais uma vez, em 1809, o exército de Napoleão estava concentrado na Espanha, e foram as tropas da Confederação do Reno, predominantemente da Baviera, que lideraram o início da campanha contra a Áustria. Na Batalha de Wagram, a contribuição das forças bávaras foi decisivo para o resultado.
Na Campanha russa, o exército Bávaro sofreu terríveis perdas de cerca de 33.000 homens (incluindo os seguintes reforços), que marcharam em 1812, somente 4.000 devolvidos. Pressionado pelo Príncipe herdeiro e General Wrede, o Rei Maximilano I José virou-se com um coração pesado longe dos franceses e mudou-se para o aliado, pouco antes da Batalha de Leipzig. A tentativa por Wrede de parar a vitória da Grande Armée, em 1813, na Batalha de Hanau terminou em uma estreita derrota por seu corpo austro-bávaro. A campanha de 1814 começou mal para os Aliados, mas Wrede compensou sua derrota anterior com valiosas vitórias sobre seus ex-aliados em batalhas de Arcis-sur-Aube e Bar-sur-Aube.
Em 1814, a o Exército da Baviera consistia de regimento de Guarda de granadeiros, 16 regimentos de Infantaria da Linha, dois batalhões de Jäger, sete regimentos de cavalaria ligeira (dos quais um territorial), um regimento de Ulanos, dois de Hussardos, um regimento de Garde du Corps (guarda-costas rais montados), dois regimentos de artilharia a pé e um de artilharia a cavalos.
Em 1815, o 7º (Nacional) regimento de Cavalaria leve foi formad por dois regimentos de couraceiros. Os Hussardos e Ulanos foram dissolvidos em 1822. Seguindo as recomendações da Comissão de Poupança Militar, em 1826, um regimento de infantaria foi convertida em dois batalhões de Jäger, e o regimento de Guarda de Granadeiros, em uma regimento de Infantaria de vigia. O Garde du Corps tornou-se o 1º Regimento de Couraçados, e o antigo 1º Regimento de Cuirassier foi tornado o 2º Regimento.
A mobilização do exército para a Guerra-Austro-Prussiano de 1866 foi concluída em 22 de junho, altura em que o exército Prussiano, estava quase na Boêmia. A guerra foi muito mal para os Bávaros. Na Baviera, o Comandante-em-Chefe, o Príncipe Karl Theodor, que também comandou as forças do sul da Confederação Alemã, foi correndo para o auxílio do Reino de Hanôver, quando ouviu falar da derrota de Hanôver na Batalha de Langensalza. A rápida antecedência prussiana significava que Karl não conseguiu se unir com as forças ocidentais da Confederação sob o Príncipe Alexandre de Hesse, portanto, da tropa retirou-se para Bad Kissingen. Após luta feroz, os Bávaros retiraram-se para Schweinfurt e Würzburg (dos quais apenas a fortaleza e parte da cidade pode ser guardadas). No dia 1 de agosto, um corpo de reserva prussiano ocupou Nuremberg.
As dificuldades do exército Bávaro foram atribuídas principalmente ao Landtag da Baviera (parlamento), e a liderança militar. Graças aos constantes cortes no orçamento militar, o Ministério da Guerra Bávaro não se viu em posição de realizar manobras acima do nível de brigada. Além do Príncipe Carlos, e o General von Thurn und Taxis, nenhum general havia comandado uma divisão antes. Os jornais também criticaram o papel de von der Tann.
Devido a essa crítica, o Rei Ludwig II nomeou o veterano de batalha General Siegmund von Pranckh como o novo Ministro da Guerra, em 1 de agosto. Von Prankh já tinha experiência política, como ajudante para o Ministro da Guerra, von Lüder, e contribuiu decisivamente para a modernização do Exército Bávaro com suas reformas.

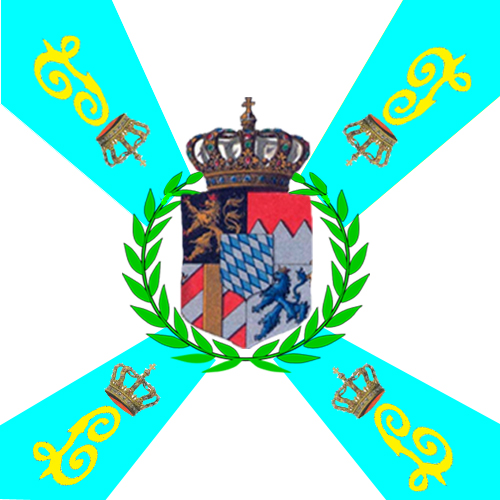
Bandeira de um Regimento de Infantaria do Real Exército Bávaro que leva o monograma do real do Rei Ludwig

Quando a candidatura ao trono espanhol de Leopold, o Príncipe de Hohenzollern levou a uma piora nas relações entre a Prússia e a França, em 1870, von Prankh mobilizou dois corpos do exército, em 14 de julho. O Corpo do Exército da Baviera lutou na Guerra Franco-Prussiana, como parte do III Exército sob o Príncipe Friedrich Wilhelm (o I Exército sob o von der Tann, e o II Exército, sob Jakob Freiherr von Hartmann).
Os Bávaros em Jakob von Hartmann invadiram Wissembourg e tomou parte na batalha de Wörth, Beaumont, Limousine e o Cerco de Paris. Mais de 5.000 soldados da Baviera morreram durante a Guerra Franco-Prussiana.

### 1871-1918: O Império Alemão
Na Constituição Imperial, a Baviera foi capaz de garantir-se amplos direitos, em especial no que se refere a soberania militar. Não somente reteve o exército, como os reinos da Saxônia e de Württemberg, também continuaram com suas próprias tropas, também Ministério da Guerra e o sistema de justiça militar, mas também foi excluído de toda remuneração regimental dos regimentos do Exército Imperial e só viria sob controle Imperial em tempos de guerra. A Baviera também manteve seus uniformes azul-claros de infantaria, o Raupenhelm (até 1886), a Cavalaria Leve e algumas outras peculiaridades. Os oficiais e homens do Exército Bávaro continuaram a fazer seus juramentos do Rei da Baviera, e não o Imperador alemão. No entanto, o corte do uniforme, equipamento e treinamento foi padronizado para o modelo Prussiano.
No início da I Guerra Mundial, o Exército da Baviera tinha uma força efetiva de 87,214 homens, incluindo 4,089 oficiais, médicos, veterinários e funcionários; e 83,125 sargentos e outras postos, além de 16,918 cavalos. Com o início da mobilização em 1 de agosto de 1914, o comando supremo do exército de campo da Baviera da 4º Inspeção do Exército para o Imperador alemão. Unidades na Baviera, permaneceram sob o comando do Ministério da Guerra da Baviera . O Exército da Baviera — composto pelos três Corpos do Exército da Baviera, a Divisão de Cavalaria, foi reforçado com a adição do XXI Corpo (de duas divisões, recrutados em grande parte a Rhineland e Westphalia), e transportados para o Fronte Ocidental, como o 6º Exército alemão, sob o comando do Príncipe Rupprecht.
O exército bávaro lutou na Batalha das Fronteiras, a última vez que eles lutou juntos como uma única unidade: o comando exclusivo da Baviera sobre suas forças começou a ser diluído das reorganizações do Exército alemão no outono de 1914 em diante. Rupprecht realizada comando para a duração da guerra e foi promovido a Marechal de Campo em 1916, em grande parte por conta de sua excelente habilidade; no entanto, depois de Fronteiras, as unidades sob o seu comando, provinham principalmente de fora da Baviera.
Embora o Império alemão tenha na Revolução alemã de 1918-19, e o Rei Ludwig III sido forçado a abdicar, a Baviera, manteve a sua soberania militar. No entanto, a ascensão da República Soviética da Baviera e a confusão em torno de sua derrubada e a derrota de seu "Exército Vermelho", convenceu os idealizadores da Constituição de Bamberg de 1919 a abandonar a soberania militar da soberania da República de Weimar. De qualquer forma, as tropas regulares da Baviera haviam sido desmobilizadas após a guerra, na medida em que a maioria dos combates contra o Exército Vermelho foi feito por unidades Freikorps e outras tropas alemãs de fora da Baviera.
Durante a I Guerra Mundial, cerca de 200.000 membros da Real Exército da Baviera foram mortos.

## Estrutura

### Corpo de oficiais
O Exército Bávaro tinha uma proporção menor de aristocráticas oficiais do que o Exército Prussiano: em 1832, havia a 1,86 oficiais comuns para cada nobre; 1862 eram  2.34 plebeus para cada nobre e pela eclosão da Primeira Guerra Mundial 5.66. Apenas nas seguintes unidades proporção de oficiais aristocráticas era consideravelmente maior do que a média:
- 1º Regimento de Cavalaria Pesada Regimento de Cavalaria do "Príncipe Karl de Baviera" (anteriormente o 1º de Couraceiros).
- 1º Regimento de Ulanos "Imperador Guilherme II, Rei da Prússia"
- Regimento de Infantaria de Salva-Vidas

### Corpo de oficiais não-comissionados
A Baviera o Corpo de oficiais não-comissionados consistia em soldados longa data e de carreira, geralmente recrutados entre aqueles que completaram serviço militar. Houve uma rigoroso carreira separação de carreira entre oficiais e sargentos. Isso levou a uma problemas durante a I Guerra Mundial, porque sargentos foram impedidos de receberem promoção aos postos de oficiais.

### Recrutamento
De acordo com a Constituição de 1808, o recrutamento foi de acordo com um sistema de conscrição. O sistema oferecia a possibilidade para os homens de comprarem a isenção do serviço militar obrigatório, por meio do pagamento de um substituto, chamado de Einsteher ("fiduciário") ou Einstandsmann ("substituto"), para servir em seu lugar (que teve de ser por um longo tempo).
As reformas de 1868 , aboliu o uso de substitutos, introduziu o obrigatório o alistamento para três anos, e instituiu o Einjährig-Freiwilliger ("Voluntariado de Um Ano").

### Landwehr
Em 1809, baseado no modelo francês, as forças territoriais foram convertidos em uma Guarda Nacional, que a partir de 1814, a 1868, foi conhecido como o Landwehr do Reino da Baviera. Durante as reformas de 1868, as antigas classes de reserva, tornaram-se conhecidas como o Landsturm. O Landwehr também assumiu a responsabilidade pela supervisão das associações dos veteranos.

### Guarnições
O grosso do exército foi alojado em fortalezas, mosteiros secularizados e antigos castelos. O primeira programa coordenado de construção de quartéis teve lugar em 1806, e depois de um surto de febre tifóide em 1881, edifícios modernos foram construídos (tais como o Quartel Príncipe Leopold). Em 1838, Baviera mantida sete fortalezas, com outras em construção:
- Forchheim
- Ingolstadt
- Veste-Oberhaus
- Rosenberg ob Kronach
- Rothenberg bei Schnaittach
- Wülzburg
- Fortaleza Marienburg em Würzburg
- Germersheim (em construção)

Baviera também manteve tropas da Confederação alemã fortalezas de Landau e Ulm. As fortalezas de Germersheim, em Ingolstadt e de Ulm foram fortificados de acordo com o Tratado de Versalhes.

## Museu
O museu para o Exército Bávaro foi movida de Hofgarten em Munique em New Castle em Ingolstadt.